# Danièle Graule
Danièle Graule, nota anche con lo pseudonimo di Dani (Castres, 1º ottobre 1944 – Tours, 18 luglio 2022), è stata una cantante, attrice e modella francese.

## Biografia
Per anni modella francese tra le più richieste, si dedicò poi alla musica e alla recitazione.
Come cantante fu attiva dal 1966. Era stata selezionata per rappresentare la Francia all'Eurovision Song Contest 1974, ma l'improvvisa morte del presidente Georges Pompidou determinò il ritiro del suo Paese dalla competizione.
Prese parte a diversi film, tra cui l'acclamato Effetto notte di François Truffaut.
Seguì sempre con attenzione la politica: nel 1974 sostenne pubblicamente Valéry Giscard d'Estaing, e nel 2017 Emmanuel Macron.
Morì a Tours nel 2022, in seguito a un malore;  l'artista da tempo aveva problemi cardiaci. Il funerale si tenne a Perpignano.

## Vita privata
Ebbe un figlio, Julien, nato nel 1969 dal matrimonio col fotografo Benjamin Auger. I due coniugi si separarono dopo vent'anni, ma senza mai attuare il divorzio.

## Filmografia parziale
- L'amore fugge (L'amour en fuite), regia di François Truffaut (1979)
- Un po' per caso, un po' per desiderio (Fauteuils d'orchestre), regia di Danièle Thompson (2006)
- La truffa del secolo (Carbone), regia di Olivier Marchal (2017)
- Guy, regia di Alex Lutz (2018)
- Rogue City (Bronx), regia di Olivier Marchal (2020)